# Georges Ponsot
Pour les articles homonymes, voir Ponsot.
Georges Ponsot est un homme politique français né le 26 octobre 1876 à Dole (Jura) et décédé le 18 janvier 1937 à Paris.

## Biographie
Fils d'un avoué, il est avocat à Dole, tout en écrivant des articles dans des journaux politiques, et notamment la Lanterne. Il est député du Jura de 1906 à 1919, inscrit au groupe Républicain, radical et radical-socialiste.
En 1914, il est provoqué en duel par le sénateur de la Guadeloupe et directeur de l'"Action", Henry Bérenger, pour un article qu'il avait écrit dans "le Radical". N'ayant aucune sorte d'expérience antérieure en escrime, et handicapé par sa plus forte corpulence, Ponsot perd le duel qui avait lieu le 9 juin 1914, sous une pluie battante, au vélodrome du Parc-des-Princes, dans le quartier des coureurs, Il a fini par subir une importante blessure sur le dos de la main par l'épée de combat de son adversaire, légèrement plus aguerri.

## Sources
- « Georges Ponsot », dans le Dictionnaire des parlementaires français (1889-1940), sous la direction de Jean Jolly, PUF, 1960 [détail de l’édition]
- Journal le Figaro du 10 juin 1914